# Corpo Nacional de Escutas - Escutismo Católico Português
Il Corpo Nacional de Escutas - Escutismo Católico Português, detto anche CNE (= Corpo Nazionale Scout), è la maggior associazione giovanile portoghese, ed è anche la maggior l'associazione scout di tutta l'area lusobrasiliana. È un'associazione senza fini di lucro, destinata alla formazione integrale dei giovani, basata sul metodo scout ideato da Baden-Powell. È un'associazione scout cattolica.

## Fondazione
Il CNE nacque a Braga il 27 maggio 1923 per opera dell'arcivescovo D. Manuel Vieira de Matos e di Avelino Gonçalves, dopo che ebbero modo di vedere, nel 1922, un corteo di ventimila scout a Roma in occasione del Congresso Eucaristico Internazionale.
Dopo il ritorno in patria, assieme ad undici volontari, fu fatta una prima riunione il 24 maggio 1923 a Braga, per valutare la possibilità e l'opportunità di creare un gruppo di scout cattolici in Portogallo. Prese vita così il Corpo de Scouts Católicos Portugueses, il cui statuto fu approvato dal Governatore Civile di Braga il 27 maggio dello stesso anno, e confermato il 26 novembre con Decreto legislativo n° 3824 del Ministero degli Interni.
Il 26 maggio 1924, con D.L. n° 9729, viene confermato lo statuto del CNE e viene ne allargata la sfera d'azione a tutto il territorio portoghese. Nel gennaio 1925 si riunisce a Braga per la prima volta la Giunta Nazionale.
Il movimento prese piede in tutto il Portogallo e, come mezzo di informazione per tutte le Unità fu pubblicato nel febbraio 1925 il primo numero del giornale Flor de Lis, che nel 1945 divenne una rivista.
Sempre nel 1925 venne ratificato dal Governo portoghese lo statuto del CNE, e nel marzo dello stesso anno fu redatto ed approvato il nuovo Regolamento Generale. Inoltre, alcuni responsabili del movimento furono ricevuti a Roma da Papa Pio XI, dove ricevettero parole di apprezzamento e incoraggiamento per il lavoro fino a lì svolto, ed un augurio per il futuro.
| Suddivisione in branche | Suddivisione in branche | Suddivisione in branche | Suddivisione in branche |
| Nome branca             | Traduzione              | Fascia d'età            |                         |
| ----------------------- | ----------------------- | ----------------------- | ----------------------- |
| Lobitos                 | Lupetti                 | 6-10                    |                         |
| Exploradores            | Esploratori             | 10-14                   |                         |
| Pioneiros               | Pionieri                | 14-18                   |                         |
| Caminheiros             | Escursionisti           | 18-22                   |                         |
|                         |                         |                         |                         |